# 1946 în film
- 1945 în cinematografie — 1946 în cinematografie — 1947 în cinematografie

## Filmele cu cele mai mari încasări
În SUA
| #   | Titlu                          | Studio         | Actori                                       | Încasări    |
| --- | ------------------------------ | -------------- | -------------------------------------------- | ----------- |
| 1.  | Song of the South*             | Disney         |                                              | $29.229.000 |
| 2.  | The Best Years of Our Lives    | Samuel Goldwyn | Dana Andrews, Myrna Loy și Fredric March     | $11,300,000 |
| 2.  | Duel in the Sun                | Selznick       | Jennifer Jones și Gregory Peck               | $11,300,000 |
| 3.  | The Postman Always Rings Twice | MGM            | Lana Turner și John Garfield                 | $7,600,000  |
| 4.  | Blue Skies                     | Paramount      | Bing Crosby și Fred Astaire                  | $5,700,000  |
| 5.  | The Yearling                   | MGM            | Gregory Peck și Jane Wyman                   | $5,568,000  |
| 6.  | The Razor's Edge               | Fox            | Tyrone Power și Gene Tierney                 | $5,000,000  |
| 7.  | Notorious                      | RKO            | Cary Grant și Ingrid Bergman                 | $4,800,000  |
| 8.  | Till the Clouds Roll By        | MGM            | Judy Garland, Frank Sinatra și Robert Walker | $4,762,000  |
| 9.  | Road to Utopia                 | Paramount      | Bing Crosby, Dorothy Lamour și Bob Hope      | $4,500,000  |
| 10. | Gilda                          | Columbia       | Rita Hayworth și Glenn Ford                  | $4,488,000  |

(*) După relansarea cinematografică

## Premii

### Oscar
Articol detaliat: Oscar 1946
- Cel mai bun film:  Cei mai frumoși ani ai vieții noastre – Goldwyn, RKO Radio
- Cel mai bun regizor:  William Wyler – Cei mai frumoși ani ai vieții noastre [The Best Years of Our Lives]
- Cel mai bun actor:  Fredric March – The Best Years of Our Lives
- Cea mai bună actriță:   Olivia de Havilland – To Each His Own
- Cel mai bun actor în rol secundar:  Harold Russell – The Best Years of Our Lives
- Cea mai bună actriță în rol secundar:  Anne Baxter – The Razor's Edge

### Globul de Aur
Articol detaliat: Globul de Aur 1946
- Cel mai bun film:  The Best Years of Our Lives
- Cel mai bun regizor:  Frank Capra – It's a Wonderful Life
- Cel mai bun actor (dramă):  Gregory Peck – The Yearling
- Cea mai bună actriță (dramă):Rosalind Russell – Sister Kenny

### GRAND PRIX(Cannes)
Portrait of Maria (María Candelaria), regia Emilio Fernández, Mexic
The Turning Point (Великий перелом, Velikiy perelom), regia Fridrikh Ermler, URSS
La Symphonie pastorale, regia  Jean Delannoy, Franța
The Last Chance (Die Letzte Chance), regia Leopold Lintberg, Elveția
Men Without Wings (Muži bez křídel), regia  František Čáp, Cehoslovacia
Rome, Open City (Roma, città aperta), regia Roberto Rossellini, Italia